# Bagre-cego
Os Bagres-cegos ou peixes cavernícolas são um grupo de peixes que são encontrados em cavernas e vivem exclusivamente no escuro, possuindo olhos e escamas notavelmente brancos.
São encontrados nas cavernas e túneis alagados das regiões norte-americanas, se alimentando de camarões e aracnídeos que caem na água, usando as vibrações da mesma para se orientar até a presa.
Algumas espécies de bagres-cegos estão sob risco de extinção.
Eles possuem uma espécie de bigode que os ajuda a tatear o ambiente onde estão.
Atualmente, sabe-se que o primeiro peixe cavernícola da Europa foi descoberto em uma formação aquática subterrânea no sul da Alemanha, o que evidencia um pensamento contrário ao que se acreditava ser verdade. Dessa forma, uma das principais autoras do estudo sobre a descoberta, a cientista Jasminca Behrmann-Godel da Universidade de Constanza disse: "Esta descoberta é espetacular porque até agora se pensava que a glaciação durante o Pleistoceno (que começou há 2,58 milhões de anos e acabou há 11.700 anos) tinha impedido os peixes na Europa de colonizar habitats aquáticos subterrâneos no norte".
1. ↑  «Mergulhador descobre primeiro peixe cavernícola da Europa»